# Dimethylcarbamoylchloride
Dimethylcarbamoylchloride is een organische verbinding die behoort tot de carbamoylchloriden. Dit zijn zuurchloriden van het instabiele carbamidezuur (H2NCOOH) en derivaten van carbamidezuur.

## Synthese
Dimethylcarbamoylchloride kan bereid worden door de reactie van dimethylamine met fosgeen:
{\displaystyle {\ce {(CH3)2NH + COCl2 -> (CH3)2NC(=O)Cl + HCl}}}
Een andere mogelijkheid is de chlorering van dimethylformamide met behulp van thionylchloride:
{\displaystyle {\ce {(CH3)2NC(=O)H + SOCl2 -> (CH3)2NC(=O)Cl + SO2 + HCl}}}

## Eigenschappen
Dimethylcarbamoylchloride is een kleurloze tot lichtgele heldere vloeistof met een onaangename prikkelende geur. In water hydrolyseert de stof snel tot koolstofdioxide, waterstofchloride en dimethylamine. Ze is oplosbaar in vele organische oplosmiddelen.

## Toepassingen
Dimethylcarbamoylchloride is een acylchloride en wordt dan ook gebruikt als acyleringsreagens. Het wordt gebruikt als tussenproduct bij de synthese van een aantal geneesmiddelen, waaronder de parasympathicomimetica neostigmine en pyridostigmine, pesticiden uit de groep der carbamaten en thiocarbamaten, en verfstoffen.

## Toxicologie en veiligheid
Dimethylcarbamoylchloride is corrosief en vermoedelijk ook kankerverwekkend. Bij proefdieren is de stof kankerverwekkend gebleken, maar bij mensen is er onvoldoende bewijsmateriaal.